# After This Our Exile

After This Our Exile (父子, Fu zi) est un film hongkongais réalisé par Patrick Tam, sorti en 2006.

## Synopsis
Chow Cheung-sheng est un joueur invétéré, ce qui n'est pas sans conséquences sur sa famille qui fait partie de la communauté chinoise de Malaisie. Sa femme, Lee Yuk-lin, ne peut plus le supporter et la situation et décide de quitter sa famille. Cheung-sheng reste seul avec son fils Lok-yun, mais a bien du mal à subvenir aux besoins du foyer. Il pousse alors son fils à commettre des vols.

## Fiche technique
- Titre : After This Our Exile
- Titre original : 父子, Fu zi
- Réalisation : Patrick Tam
- Scénario : Patrick Tam et Tian Kai-leong
- Pays d'origine : Hong Kong
- Format : Couleurs - 1,85:1 - Dolby Digital - 35 mm
- Genre : Drame
- Durée : 90 minutes
- Date de sortie : 2006

## Distribution
- Aaron Kwok : Chow Cheung-sheng
- Charlie Yeung : Lee Yuk-lin
- Kelly Lin : Fong
- Hailu Qin : Ha Je
- Valen Hsu : Jennifer
- Ng King-to : Lok-yun
- Lester Chan Chit-man : homme fort
- Chui Tien-you : Chow Lok-yun - jeune adulte
- Lan Hsin-mei
- Allen Lin : père du garçon malade
- Qin Hao : conducteur du bus scolaire
- Wang Yi-xuan : mère du garçon malade
- Xu Liwen : mère du garçon riche
- Faith Yang